# Shuto Tanaka
Shuto Tanaka (田中 秀人 Tanaka Shuto?, nacido el 8 de noviembre de 1985 en Tokio) es un futbolista japonés que se desempeña como defensa.

## Trayectoria

### Clubes
| Club                | País  | Año         |
| ------------------- | ----- | ----------- |
| FC Gifu             | Japón | 2009 - 2014 |
| Kagoshima United FC | Japón | 2015 -      |

## Estadística de carrera

### J. League
| Club                | Año   | J. League | J. League | Copa J. League | Copa J. League | Total | Total |
| Club                | Año   | Part.     | Goles     | Part.          | Goles          | Part. | Goles |
| ------------------- | ----- | --------- | --------- | -------------- | -------------- | ----- | ----- |
| FC Gifu             | 2009  | 47        | 1         | -              | -              | 47    | 1     |
| FC Gifu             | 2010  | 29        | 2         | -              | -              | 29    | 2     |
| FC Gifu             | 2011  | 36        | 2         | -              | -              | 36    | 2     |
| FC Gifu             | 2012  | 37        | 0         | -              | -              | 37    | 0     |
| FC Gifu             | 2013  | 29        | 2         | -              | -              | 29    | 2     |
| FC Gifu             | 2014  | 19        | 0         | -              | -              | 19    | 0     |
| Kagoshima United FC | 2016  | 28        | 1         | -              | -              | 28    | 1     |
| Kagoshima United FC | 2017  | 31        | 1         | -              | -              | 31    | 1     |
| Total               | Total | 256       | 9         | 0              | 0              | 256   | 9     |